# Beurs van Berlage

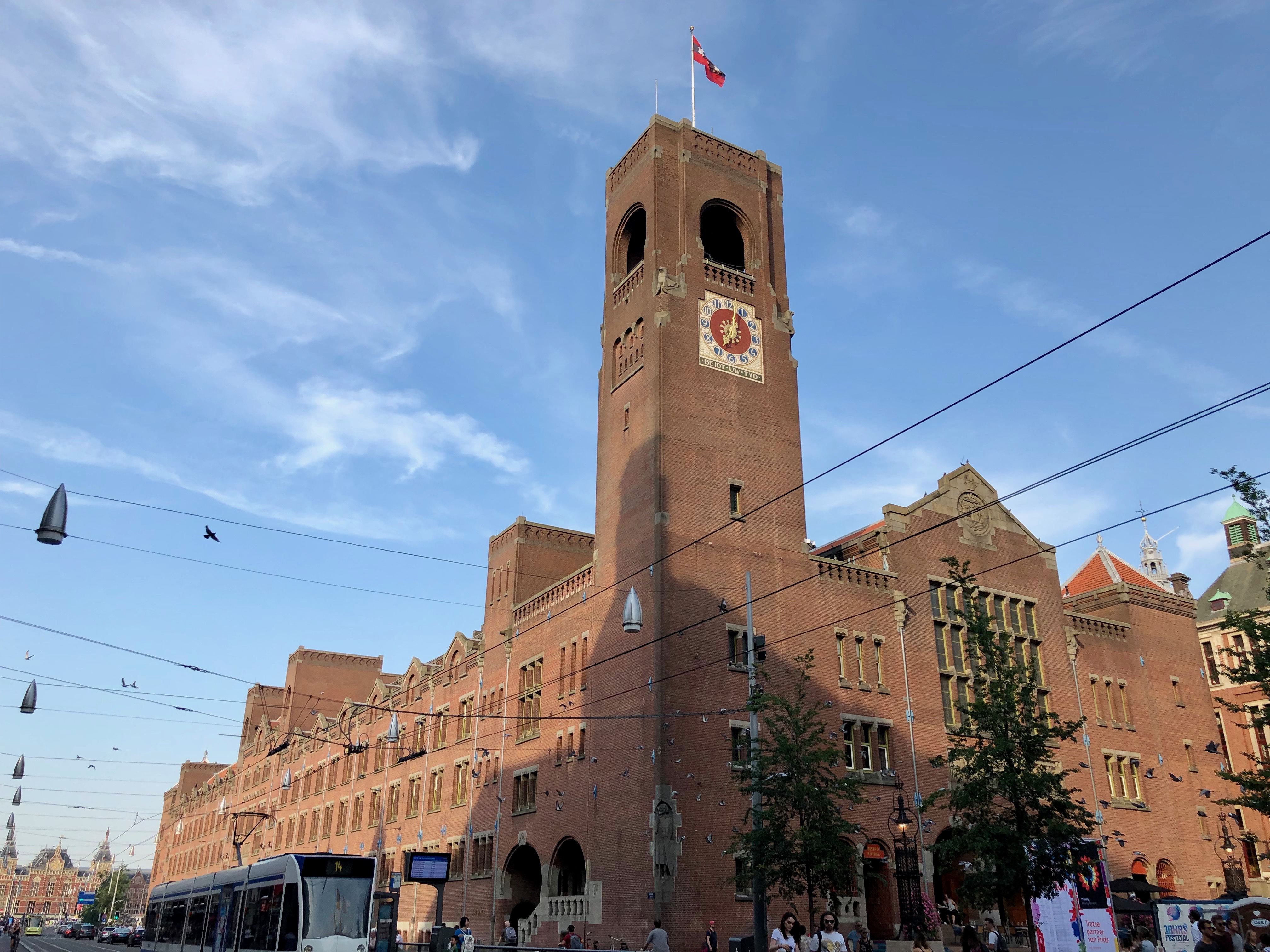
Exterior del Beurs van Berlage

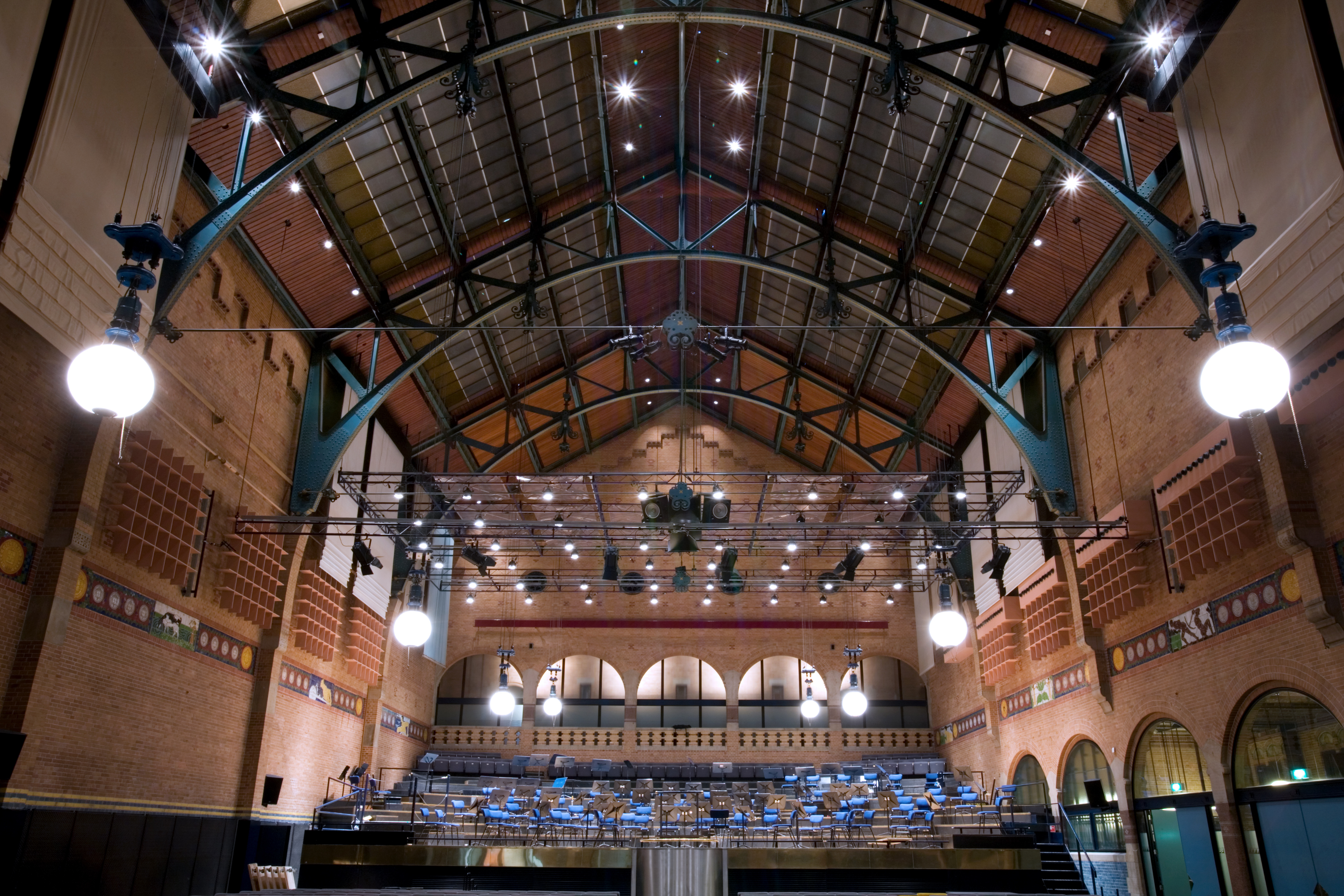
Interior de la sala de conciertos

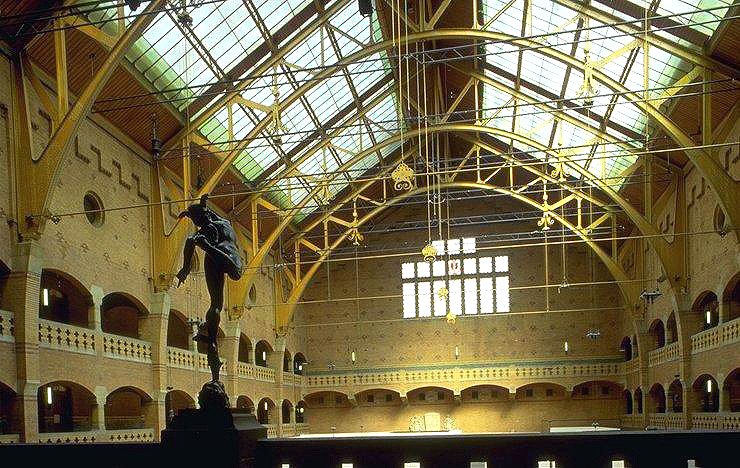
Interior de la sala principal

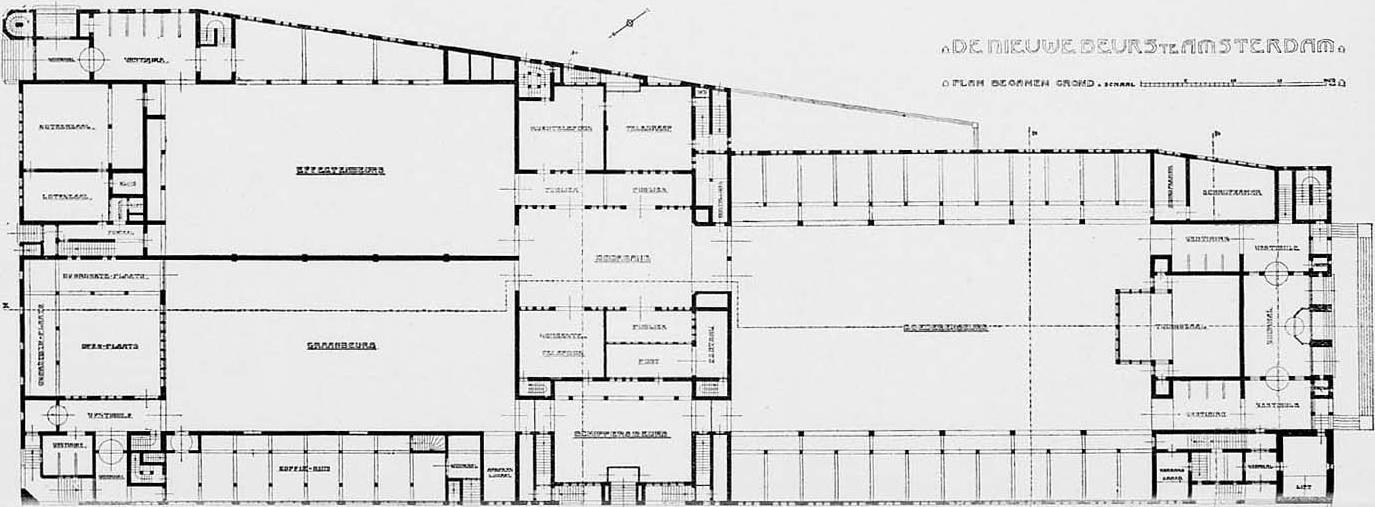
Planta del edificio

La Beurs van Berlage (Bolsa de Berlage), es un edificio situado en la avenida Damrak, en el centro de la ciudad de Ámsterdam. Fue diseñado como sede de la Bolsa de Valores y de materias primas, por el arquitecto holandés Hendrik Petrus Berlage y construido entre 1896 y 1903. Desde el año 1988 es utilizado como centro cultural de exposiciones y conferencias.
El edificio está construido de ladrillo rojo, con tejado de hierro y cristal, su exterior es sólido, y totalmente austero, con frisos de cerámica, dominado por una alta torre. Su entrada se encuentra bajo la gran torre del reloj, en el interior se abren tres amplias salas dedicadas primitivamente a lugar de las transacciones de cereales, materias primas y los valores, con oficinas e instalaciones comunales agrupadas en torno a ellas, destacan sus grandes muros continuos de ladrillo sin ningún revestimiento, solo enriquecidas con dinteles de cerámica de vivos colores, y unos grandes arcos semicirculares, que recuerdan el trabajo de los arquitectos Henry Hobson Richardson y Frank Lloyd Wright, contemporáneos norteamericanos de Berlage. Este edificio fue un precedente de los trabajos de la Escuela de Ámsterdam.
En 1990, fue incluido entre los 100 mejores sitios del patrimonio neerlandés.